# ZMW Ryś
MR1 Ryś – pierwszy polski motorower. Skonstruowany został w 1. połowie 1957 roku w Zakładach Metalowych Wrocław-Zakrzów we Wrocławiu-Zakrzowie przez zespół inżynierów: Zbigniewa Domicza, Romana Wachowiaka i Edwarda Janasa.  Prototyp skonstruowano w maju 1957, a produkcję seryjną rozpoczęto w ZMW od września 1958 roku. Silniki SM01 dla Rysia produkowano w WSK Wrocław-Psie Pole. 
Konstrukcję uznano wówczas za udaną, nie ustępującą pojazdom innych europejskich firm, zwłaszcza z powodu estetycznej sylwetki, resorowania obu kół i dobrych parametrów ruchowych. W 1958 konstruktorzy opracowali także dwuosobowy wariant motoroweru, który nie został zatwierdzony do produkcji.
Nowoczesna jak na owe czasy konstrukcja Rysia okazała się jednak kosztowna w produkcji (cena wynosiła 6500 zł, niewiele mniej od motocykli – ok. 7000 zł za WFM). W 1959 opracowano w ZMW model uproszczony, ze zmniejszoną liczbą elementów blaszanych  oraz silnikiem S38 z Zakładów Metalowych w Nowej Dębie, nazwany MR2 Żak, produkowany od 1960. Pod koniec produkcji w roku 1963, w związku z zakończeniem produkcji silników SM01, wypuszczono serię Rysia z silnikiem S38, takim samym, jaki montowano w MR2 Żak. Ta wersja Rysia nosiła oznaczenie MR1B.
8 sierpnia 1959 trzej studenci Politechniki Krakowskiej – Krystian Brodacki, Marian Ciepierski i Józef Drozd – rozpoczęli test Rysia w warunkach drogowych. Na udostępnionych przez ZMZ (zdjętych losowo z taśmy produkcyjnej i ledwie "dotartych" przejazdem do Krakowa) trzech motorowerach wyruszyli z Krakowa przez Czechy i Austrię do Włoch, gdzie ukoronowaniem testu był wjazd całej trójki na szczyt Wezuwiusza. Droga powrotna wiodła przez Słowenię, Chorwację, Węgry i Słowację – Rysie pokonały ponad 6300 km, docierając do Krakowa 28 października 1959. Raport z przebiegu próby był dla producenta doskonałą bazą dla prac nad udoskonaleniem motoroweru.
W latach 60. motorowery Ryś wzięły udział w wyprawie na Jawę i Bali w Indonezji. Opis wyprawy znajduje się w książce J.Prószyński, Selamat hari Indonesia, Warszawa 1963.

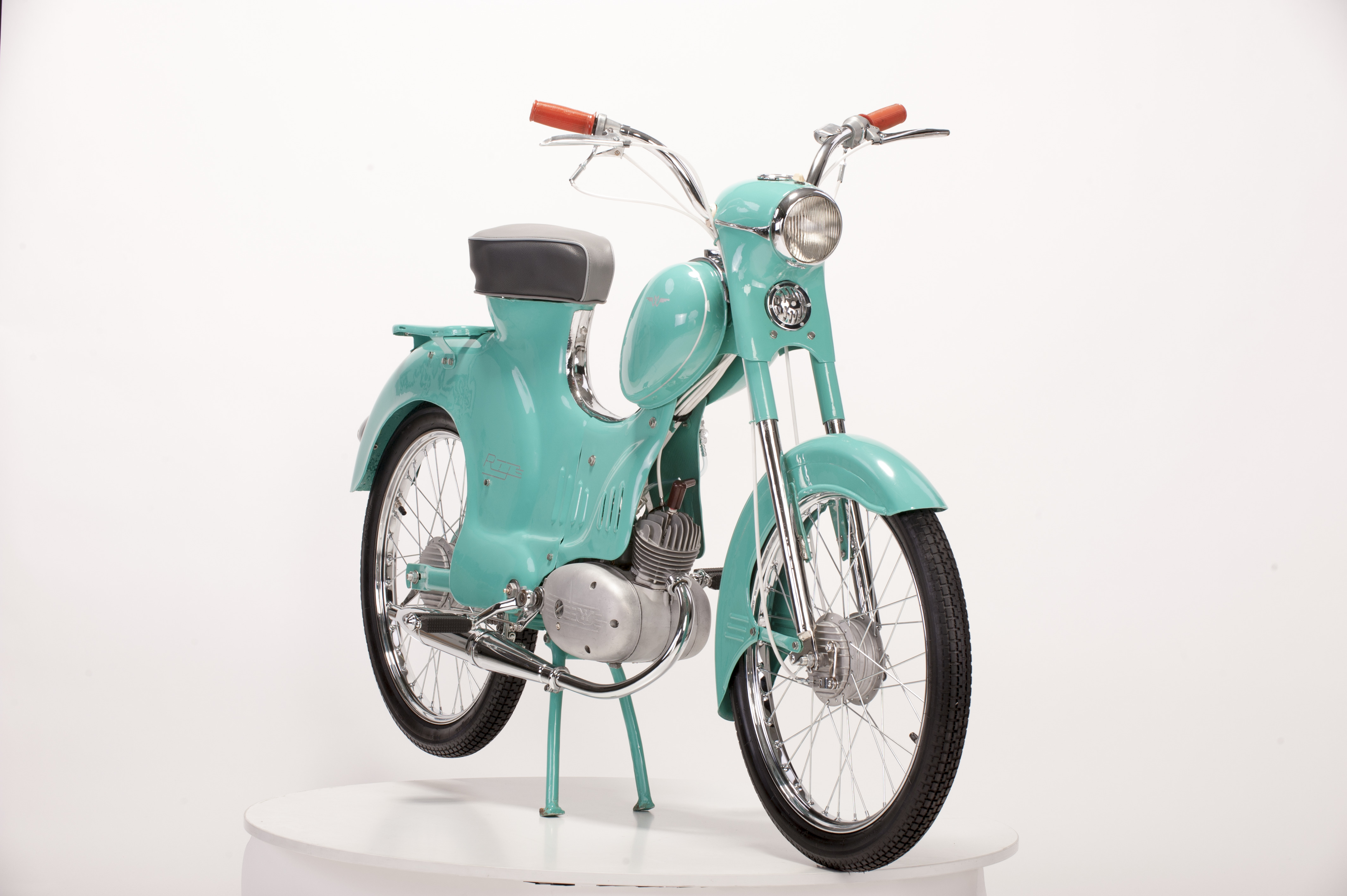
Ryś MR 1

## ZMW MR1 Ryś - dane techniczne
- Silnik[2]
  - Typ: SM01
  - Rodzaj: jednocylindrowy, dwusuwowy
  - Pojemność skokowa: 49,8 cm³
  - Średnica cylindra: 38 mm
  - Skok tłoka: 44 mm
  - Stopień sprężania: 6,5
  - Maksymalny moment obrotowy: 2,55 Nm przy 3500 obr./min
  - Moc maksymalna: 1,5 KM (1,1 kW) przy 5000 obr./min
  - Pojemnościowy wskaźnik mocy: 32 KM/l
  - Szybkość maksymalna: 55 km/godz.
  - Zużycie paliwa: 1,8-2,2 l/100 km[1]
  - Gaźnik: typ G12, średnica gardzieli 12 mm
  - Napęd sprzęgła: łańcuchem rolkowym jednorzędowym 3/8"x7,5 mm

- Podwozie i nadwozie[2]
  - Rama: otwarta, pojedyncza, rurowa, spawana
  - Koła: 2,125x23", szprychowe, ogumienie dętkowe
  - Zawieszenie przednie: widelec teleskopowy bez tłumienia hydraulicznego, śrubowe sprężyny, skok 85mm
  - Zawieszenie tylne: obustronny wahacz wleczony, resorowany centralną sprężyną śrubową, z amortyzatorami ciernymi na osi wahacza, skok 80mm
  - Tłumik wydechu zamontowany po prawej stronie
  - Zbiornik paliwa: 5,75 l
  - Osłony boczne tłoczone z blachy stalowej
  - Siodło jednoosobowe z mikrogumy pokryte winidurem, pod siodłem skrzynka narzędziowa
  - Bagażnik zewnętrzny na tylnym błotniku (obciążenie dopuszczalne 5 kg)

- Napęd 
  - na tylne koło: łańcuchem rolkowym jednorzędowym 1/2"x4,88, po prawej stronie pojazdu
  - skrzynia biegów: dwubiegowa, zmiana biegów rękojeścią pokrętną po lewej stronie kierownicy
  - sprzęgło: cierne, mokre, dwutarczowe
  - hamulce: bębnowe, średnica wewnętrzna 97 mm (hamulec przedni sterowany cięgłem z uchwytem na kierownicy, hamulec tylny sterowany przez obrót pedałami do tyłu)
  - rozrusznik nożny na pedały

- Instalacja elektryczna[2]
  - Zasilanie: prądnica-iskrownik  6V, 16W
  - Reflektor o średnicy 100 mm
  - Sygnał dźwiękowy

- Wymiary  motoroweru[2]
  - Długość: 1887 mm
  - Szerokość (kierownica): 660 mm
  - Wysokość: 1080 mm
  - Rozstaw osi: 1234 mm
  - Prześwit poprzeczny: 140 mm
  - Masa własna: 64 kg
  - Dopuszczalna masa całkowita: 154 kg
  - Dopuszczalne obciążenie: 90 kg